# Renault Samsung SM5
El Renault Samsung SM5 es un automóvil de tamaño mediano o familiar grande (segmento E en Europa) producido por el fabricante surcoreano Renault Samsung Motors , con la asistencia técnica del fabricante japonés Nissan. Entre 1998 y 2012, Renault Samsung Motors había producido 680.000 modelos SM5. En 2018, se fabricaron 10.002 modelos en la planta de Busan.
La primera generación se lanzó en 1998, con la segunda generación introducida en 2005 y la actual tercera generación SM5 lanzada en 2009. En algunos mercados, el SM5 se vende como Renault Latitude o Renault Safrane.

## Primera generación (KPQ/A32; 1998-2005)
El modelo de primera generación se basó en el Nissan Maxima (A32).
|               |
| Vista trasera |

|                     |
| Estiramiento facial |

## Segunda generación (EX1 / DF (A34R); 2005-2010)
El modelo de segunda generación reemplazó al modelo anterior en 2005. Se basa en su hermano, el SM7. El modelo fue visto en Australia siendo probado en sus carreteras. El modelo también se basa en el Nissan Teana/Maxima.
En 2008-2010, el automóvil también se vendió en los Monarquías del Golfo y México, como Renault Safrane. El código de proyecto del SM5 Impression es DF, mientras que el del Renault Safrane es A34R.
El 1 de julio de 2003, Renault Samsung celebró la producción del SM5 número 300.000 que se fabricará en Corea del Sur.
|               |
| Parte trasero |

## Tercera generación (L43; 2009-2019)
El 18 de enero de 2010, se lanzó el modelo de tercera generación y comenzó a venderse junto con el modelo anterior.
Basado en el Renault Laguna y diseñado en Seúl, el Nuevo SM5 se fabrica en la planta de Busan de la firma en Corea del Sur. Se planeó introducir el SM5 en los mercados de Estados Unidos y Canadá en 2014, bajo la marca Mitsubishi, pero este plan ha sido cancelado desde entonces.
Está disponible con un motor de gasolina de dos litros de cuatro cilindros, 2,5 litros de motor de gasolina de seis cilindros. El SM5 usa una transmisión CVT Nissan Xtronic (el V6 usa una transmisión automática de 6 velocidades).
En 2017, RSM retiró varios SM5 construidos entre el 1 de octubre de 2013 y el 31 de octubre de 2014 debido a problemas con los sensores de temperatura del refrigerante.
El SM5 forma la base del Renault Latitude vendido en la región de Asia-Pacífico. El nuevo SM5 se vende una vez más en los Estados del Golfo y México como Renault Safrane.
Se espera que el SM6 sea el sucesor del SM5 ya que RSM no anunció una continuación del modelo. Renault Samsung ha finalizado la producción del SM5 en 2019.
|               |
| Parte trasera |

### SM5 Platinum
En noviembre de 2012, se lanzó un SM5 renovado, llamado SM5 Platinum. El lavado de cara incluyó un nuevo diseño en la parte delantera, características revisadas del tablero y conserva los motores Nissan existentes.
|                 |
| Parte delantera |

### SM5 NOVA
En enero de 2015, se lanzó otro SM5 renovado, llamado SM5 NOVA. El segundo lavado de cara incluyó una nueva parrilla estilo Renault en la parte delantera y DRL.
|                 |
| Parte delantera |

|               |
| Parte trasera |